# João Crisóstomo
João Crisóstomo (Antioquia, c. 347 – Comana Pôntica, 14 de setembro de 407) foi um arcebispo de Constantinopla e um dos mais importantes patronos do cristianismo primitivo. É conhecido por suas poderosas homilias, por sua habilidade em oratória, por sua denúncia dos abusos cometidos por líderes políticos e eclesiásticos de sua época, por sua "Divina Liturgia" e por suas práticas ascetas. O epíteto Χρυσόστομος ("Chrysostomos", em português "Crisóstomo") significa "da boca de ouro" em língua grega e lhe foi dado por conta de sua lendária eloquência. O título apareceu pela primeira vez na "Constituição" do papa Vigílio em 553, sendo João Crisóstomo considerado o maior pregador cristão da história.
As igrejas ortodoxas e católicas orientais veneram-no como santo e como um dos Três Grandes Hierarcas, juntamente com Basílio, o Grande e Gregório Nazianzeno. A Igreja Católica também o proclamou Doutor da Igreja. As igrejas de tradição ocidental, incluindo a católica, algumas províncias da Comunhão Anglicana e partes da Igreja Luterana comemoram sua festa em 13 de setembro. As restantes igrejas luteranas e províncias anglicanas o fazem na data tradicional no oriente ortodoxo, 27 de janeiro. A Igreja Ortodoxa Copta de Alexandria também reconhece Crisóstomo como santo.
Entre suas homilias, oito dirigidas aos cristãos judaizantes ainda geram controvérsia por causa do impacto que provocaram no desenvolvimento do antissemitismo cristão.

## Biografia

### Primeiros anos e educação
João nasceu em Antioquia em 349 (ou 347) de pais greco-sírios. Diferentes estudiosos questionam se sua mãe, Antusa, era pagã ou cristã. Seu pai era um oficial militar de alta patente de nome desconhecido e morreu logo depois do nascimento de João.
Seu batismo ocorreu em 368 (ou 373) e ele foi tonsurado leitor (uma das ordens menores da Igreja). Por conta dos contatos de sua mãe, que era influente na cidade, João iniciou seus estudos sob a influência do famoso professor pagão Libânio. Com ele, João aprendeu muitas das ferramentas que futuramente utilizaria em sua carreira como retórico e também adquiriu sua paixão pelo grego e sua literatura.
Porém, Crisóstomo foi se tornando cada vez mais dedicado ao cristianismo conforme crescia e, ainda jovem, foi estudar teologia com Diodoro de Tarso, o fundador da reconstituída Escola de Antioquia. De acordo com o historiador cristão Sozomeno, Libânio teria dito, em seu leito de morte, que João teria sido seu sucessor "se os cristãos não tivessem roubado-o de nós". João já vivia em extremo ascetismo e, por volta de 375, tornou-se eremita. Nesta época, passou dois anos continuamente em pé, dormindo muito pouco e decorou a Bíblia. Como consequência disso, seu estômago e seus rins foram danificados permanentemente e sua saúde se deteriorou tanto que ele acabou sendo forçado a voltar para Antioquia.

### Antioquia
João foi ordenado diácono em 381 por Melécio de Antioquia, que, na época, não estava em comunhão com Alexandria e Roma. Depois da morte de Melécio, João se distanciou de seus seguidores, mas não se juntou a Paulino, seu adversário no cisma que dividia a Igreja de Antioquia. Em 386, depois da morte de Paulino, foi ordenado presbítero por Evágrio, sucessor dele. Foi João que, depois disso, conseguiu reconciliar Flaviano I de Antioquia, o indicado por Roma e Alexandria, os sucessores de Melécio e os de Paulino, unificando novamente a sé de Antioquia sob uma única liderança depois de quase setenta anos do chamando "cisma meleciano".
Em Antioquia, num período de doze anos (386–397), João ganhou enorme popularidade por causa da eloquência de seus discursos na "Igreja Dourada", a catedral da cidade, especialmente suas iluminadoras aulas sobre passagens da Bíblia ou ensinamentos morais. Sua obra mais valiosa desta época é "Homilias", que versa sobre os vários livros da Bíblia. Enfatizava a caridade e se mostrava sempre preocupado com as necessidades materiais e espirituais dos pobres. Falava também contra o abuso da riqueza e das propriedades pessoais:
| “ | Desejas honrar o corpo de Cristo? Não o ignores quando está nu. Não o homenageies no templo vestido com seda quando o negligencias do lado de fora, onde ele está mal vestido e passando frio. Ele, que disse "Este é o meu corpo", é o mesmo que diz "tive fome e destes-me de comer" e «quando o fizestes a um destes meus pequeninos irmãos, a mim o fizestes» (Mateus 25:40)… Que importa se a mesa eucarística está lotada de cálices de ouro quando teu irmão está morrendo de fome? Começa por satisfazer a sua fome e, depois, com o que sobrar, poderás adornar também o altar. | ” |
|   | — João Crisóstomo, Comentário sobre Mateus. |   |

Sua compreensão simples e direta das Escrituras — contrária à tendência alexandrina de utilizar interpretações alegóricas — implicava que os temas de seus discursos eram práticos, explicando como a Bíblia poderia ser utilizada na vida cotidiana. Este tipo de pregação é que tornou João tão popular. Ele fundou ainda muitos hospitais em Constantinopla para tratar dos pobres.
Um incidente ocorrido durante uma de suas missas em Antioquia ilustra bem a influência alcançada por suas homilias. Quando Crisóstomo chegou em Antioquia, o bispo da cidade teve que intervir junto ao imperador bizantino Teodósio I em nome dos cidadãos que, enfurecidos por um discurso de João, saíram pela cidade mutilando estátuas do imperador e de sua família. Na mesma época, durante a Quaresma de 387, João pregou vinte e uma homilias nas quais convidou seus ouvintes a meditarem sobre seus próprios erros. De grande impacto na população, muitos pagãos se converteram ao cristianismo e, por conta disso, a vingança de Teodósio, um devoto cristão, não foi tão severa quanto poderia ter sido.

### Arcebispo de Constantinopla

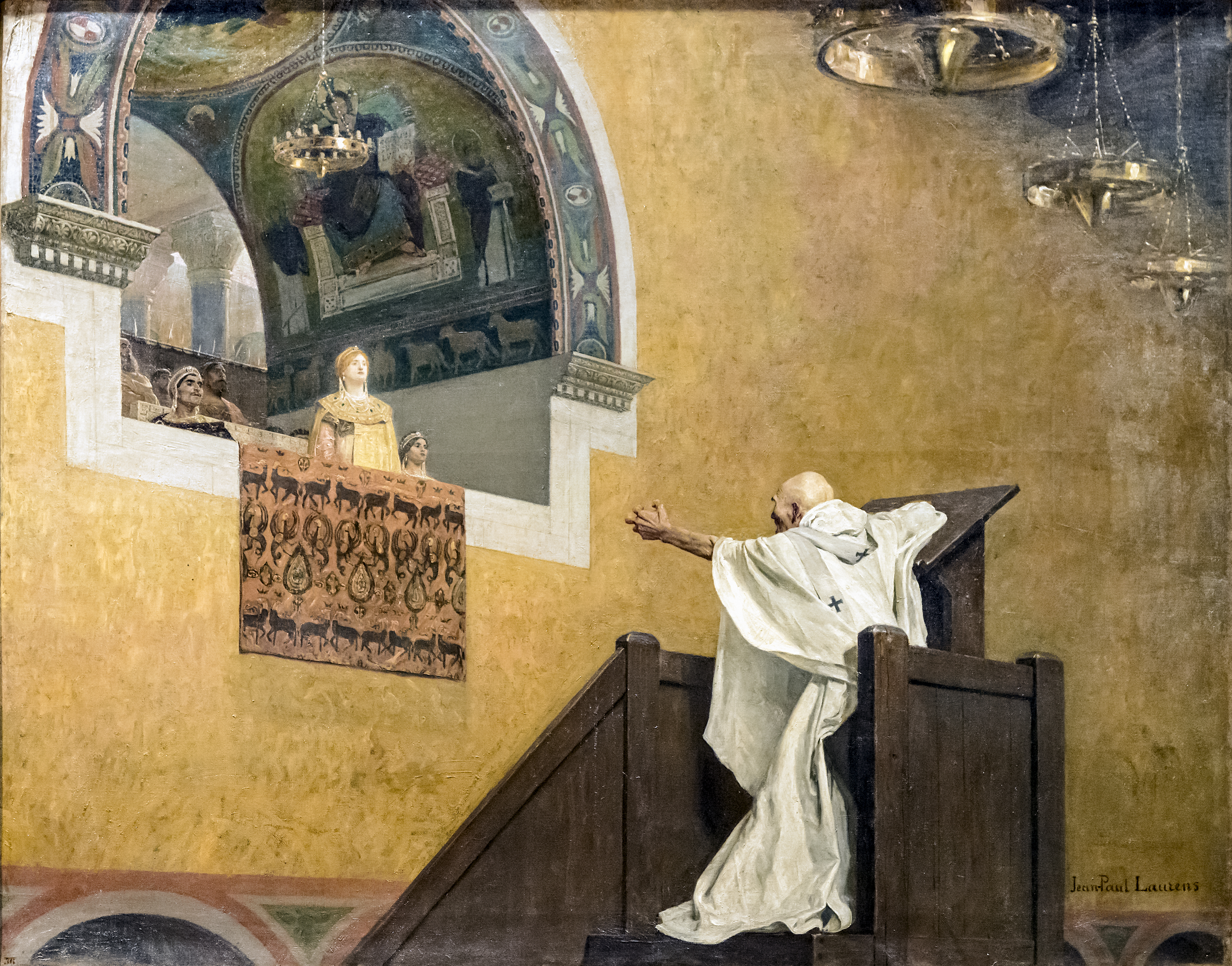
Crisóstomo e a imperatriz bizantina Élia Eudóxia, esposa de Arcádio, uma de suas grandes adversárias. Depois de condená-lo ao exílio, Eudóxia se arrependeu e convenceu o marido a trazê-lo de volta com medo de uma punição divina.
c. 1880. Por Jean-Paul Laurens.

No outono de 397, João foi nomeado arcebispo de Constantinopla sem que o poderoso eunuco Eutrópio ficasse sabendo. Curiosamente, ele teve que deixar Antioquia escondido porque se temia que a despedida de alguém tão popular pudesse provocar uma revolta.
Durante seu mandato como arcebispo, João teimosamente recusou participar ou realizar festas e banquetes luxuosos, o que tornou-o muito popular entre o povo, mas também valeu-lhe muitos inimigos na aristocracia local e no clero. Não ajudou também sua reforma clerical, que obrigava que todos os sacerdotes regionais deixassem a corte (e seus prazeres) e retornassem para suas igrejas, que era onde deveriam estar servindo, e, para piorar, sem receber nada em troca.
O período que Crisóstomo passou em Constantinopla foi ainda mais tumultuado que o anterior, em Antioquia. Teófilo, o patriarca de Alexandria, queria colocar a sé de Constantinopla sob sua esfera de influência e não apoiou a nomeação de Crisóstomo. Num episódio local, Teófilo havia disciplinado quatro monges egípcios (que passaram a ser chamados de "os Altos Irmãos") por apoiarem as doutrinas de Orígenes. Sentindo-se injustiçados, eles fugiram para Constantinopla e foram recebidos por João, dando a Teófilo o pretexto que precisava para acusar João de ser partidário de Orígenes, cuja doutrina era condenada na época.
Outro inimigo de João era Élia Eudóxia, esposa do imperador Arcádio, que assumiu (provavelmente com razão) que a fúria do arcebispo contra a extravagância das roupas femininas era um ataque direto a si. Eudóxia, Teófilo e outros adversários realizaram um sínodo em 403 (o chamado "Sínodo do Carvalho") para acusar João de ser um origenista e conseguiram depô-lo e bani-lo.
Não demorou muito e Arcádio teve que chamá-lo de volta, pois o povo se revoltou com sua partida. Além disso, um terremoto ocorrido na noite de sua prisão convenceu Eudóxia da insatisfação divina e ela pediu ao marido que chamasse João de volta. Porém, a paz durou pouco. Uma estátua de prata de Eudóxia foi erigida no Augusteu, perto da catedral. João, implacável, denunciou as cerimônias dedicatórias e acusou a imperatriz em termos duros: "Novamente, Herodíades se regojiza; novamente se preocupa; novamente dança; e, novamente, deseja receber a cabeça de João numa bandeja", uma alusão aos eventos da morte de São João Batista. Mais uma vez João foi banido, desta vez para a Abecásia, no Cáucaso.
Por volta de 405, Crisóstomo passou a apoiar, moral e financeiramente, os monges cristãos que estavam aplicando as leis imperiais contra os pagãos, destruindo templos e santuários na Fenícia e regiões vizinhas.

### Morte e canonização
Tendo que enfrentar o exílio, Crisóstomo apelou a três grandes nomes da Igreja: o papa Inocêncio I, o bispo de Mediolano, Venério, e o bispo de Aquileia, Cromácio. Inocêncio protestou contra o banimento, sem sucesso. Em 405, enviou uma delegação que tinha por objetivo interceder em nome de Crisóstomo, liderada por Gaudêncio de Bréscia, mas ele e seus dois companheiros enfrentaram muitas dificuldades na viagem e não chegaram a Constantinopla.
Mesmo exilado, as cartas de João ainda exerciam grande influência em Constantinopla e, por isso, ele foi exilado para uma região ainda mais longínqua que o Cáucaso (onde esteve entre 404 e 407), a cidade de Pítio (moderna Bichvinta), na Abecásia, onde um túmulo é ainda hoje visitado por peregrinos como sendo de João. Porém, João não chegou lá e faleceu em Comana, no Ponto, em 14 de setembro de 407, durante a viagem. Suas últimas palavras foram δόξα τῷ θεῷ πάντων ἕνεκεν ("Glória a Deus por todas as coisas").

## Obras

### Homilias

#### Homilia Pascoal
A mais conhecida de suas muitas homilias, a famosa "Homilia Pascoal" (Hierático), é bastante breve. Na Igreja Ortodoxa, ela é geralmente lida anualmente durante a cerimônia Divina Liturgia (eucarística) da Páscoa depois das orthros da meia-noite (ou matinas).

#### Demais
Conhecido como o "maior pregador da Igreja primitiva", as homilias de João são, sem dúvida, seu maior e mais duradouro legado. A homilética ainda existente de João é vasta, incluindo muitas centenas de homilias exegéticas tanto sobre o Novo Testamento (especialmente as obras de São Paulo) quanto o Antigo (particularmente sobre o Gênesis). Entre elas estão sessenta e sete sobre o Gênesis, cinquenta e nove sobre os Salmos, noventa sobre o Evangelho de Mateus, oitenta e oito sobre o Evangelho de João e cinquenta e cinco sobre os Atos dos Apóstolos.
Elas foram geralmente anotadas por estenógrafos já com o objetivo de serem circuladas depois e revelam um estilo que tendia a ser direto e muito pessoal, mas influenciado pelas convenções retóricas de sua época e do local onde pregava. De maneira geral, sua teologia homilética revela uma característica influência da Escola de Antioquia, privilegiando uma interpretação mais literal dos eventos bíblicos, mas Crisóstomo também utiliza, quando necessário, interpretações alegóricas, uma técnica associada à rival Escola de Alexandria.
O mundo social e religioso de João era fortemente influenciado pela contínua e penetrante presença do paganismo na vida urbana. Por isso, um dos assuntos mais frequentes em suas homilias era o paganismo na cultura de Constantinopla, geralmente condenando as diversões populares ligadas aos pagãos: o teatro, as corridas de bigas e as festas populares nos feriados. Crisóstomo criticava principalmente os cristãos que participavam destas atividades:
| “ | Se você perguntar [a um cristão] quem é Amós ou Obadias, quantos eram os apóstolos ou os profetas, ficam mudos; mas se perguntar-lhes sobre cavalos ou jóqueis, responder-te-ão de forma mais solene que sofistas ou retóricos. | ” |
|   | — João Crisóstomo.. |   |

As homilias de João sobre as epístolas paulinas seguem uma estrutura linear, tratando os textos de forma metódica, verso por verso, geralmente entrando em grande nível de detalhe. Ele se preocupava em ser compreendido por leigos, utilizando para isso divertidas analogias ou exemplos práticos. Outras vezes, comentava em profundidade, claramente com o objetivo de endereçar as sutilezas teológicas de uma interpretação herética ou revelar a presença de um tema mais profundo no texto.
Uma das características mais recorrentes das homilias de João é sua ênfase no cuidado com os necessitados. Ecoando temas do Evangelho de Mateus, exorta os ricos a abandonarem o materialismo para ajudar os pobres, empregando todas as suas habilidades retóricas para envergonhar os ricos e obrigá-los a abandonar o consumismo mais conspícuo:
| “ | Honras de tal forma teus excrementos a ponto de recebê-los em vasilhas de prata quando outro homem criado à imagem de Deus está morrendo de frio? | ” |

#### Homilias sobre judeus e cristãos judaizantes
Durante seus dois primeiros anos como presbítero em Antioquia (386–387), João denunciou judeus e cristãos judaizantes numa série de oito homilias que pregou aos cristãos de sua congregação que participavam de festivais judaicos e de outras observâncias judaicas, mas não se sabe ao certo qual dos dois grupos era o alvo principal.
Um dos objetivos destas homilias era evitar que os cristãos continuassem praticando hábitos judaicos e, assim, evitar o que Crisóstomo percebia como uma erosão de seu rebanho. Nelas, ele criticava os "cristãos judaizantes" que participavam dos festivais ou que observavam outros costumes, principalmente o sabá, a circuncisão e a peregrinação aos lugares santos judaicos. João afirmava que nos sabás e nos festivais, as sinagogas se enchiam de cristãos, especialmente as mulheres, que amavam a solenidade da liturgia judaica, gostavam de ouvir o shofar no Rosh Hashaná e aplaudiam os pregadores mais famosos, como pedia o costume na época. Uma teoria mais recente defende que ele estaria tentando persuadir os judeo-cristãos, um grupo que, por séculos, mantinha relações com os judeus e o judaísmo, a finalmente escolherem entre este e o cristianismo.
Na língua grega, as homilias são chamadas de "Kata Ioudaiōn" (Κατὰ Ιουδαίων), que se traduz como "Adversus Judaeos" em latim e "Contra os Judeus" em português. O primeiro editor medieval das homilias, o beneditino Bernardo de Montfaucon, acrescenta a seguinte nota ao título: "Um discurso contra os judeus; mas que foi pregado contra os que judaizavam e que jejuavam com eles [os judeus]".
De acordo com os estudiosos patrísticos, a oposição a qualquer ponto de vista no final do século IV era geralmente expressada de uma determinada maneira, principalmente utilizando uma forma retórica conhecida como psogos, que vilificava os oponentes de maneira inflexível; assim, tem-se argumentado que chamar Crisóstomo de "antissemita" seria empregar uma terminologia anacronística de uma maneira incongruente com o contexto e o registro histórico. Porém, esta interpretação não evita que se alegue que a teologia de Crisóstomo fosse uma forma de supersessionismo antijudeu ou que sua retórica fosse contrária ao judaísmo.

### Tratados
Além de suas homilias, diversos outros tratados de João foram muito influentes. Um deles é um de seus primeiros e chama-se "Contra os Oponentes da Vida Monástica", escrito quando ele ainda era um diácono (algum momento antes de 386), dirigido aos pais, pagãos e cristãos cujos filhos contemplavam seguir a vocação monástica. O livro é um afiado ataque aos valores da classe alta urbana antioquena escrita por alguém que era membro dela. Nesta obra percebe-se que, já no tempo de Crisóstomo, era costumeiro para os antioquenos enviarem seus filhos para serem educados por monges.
Outros importantes tratados escritos por João incluem "Sobre o Sacerdócio" (escrito em 390/1, traz, no livro I, um relato de seus primeiros anos e uma defesa de sua fuga da ordenação pelo bispo Melécio de Antioquia, e, nos livros seguintes, sua compreensão sobre o sacerdócio), "Instruções ao Catecúmenos" e "Sobre a Incompreensibilidade da Natureza Divina". Além disso, Crisóstomo escreveu também uma série de cartas à diaconisa Olímpia, das quais dezessete sobreviveram.

### Liturgia
Além de sua pregação, o outro duradouro legado de João foi sua influência sobre a liturgia cristã. Duas de suas obras sobre o tema são particularmente importantes. Ele harmonizou a vida litúrgica da igreja ao revisar as orações e rubricas da Divina Liturgia e, até hoje, a Igreja Ortodoxa e as Igrejas Católicas Orientais, que seguem o rito bizantino, celebram a "Divina Liturgia de São João Crisóstomo" como a liturgia eucarística normal, mesmo que a ligação exata desta com Crisóstomo seja tema de debate entre os especialistas.

## Legado e influência

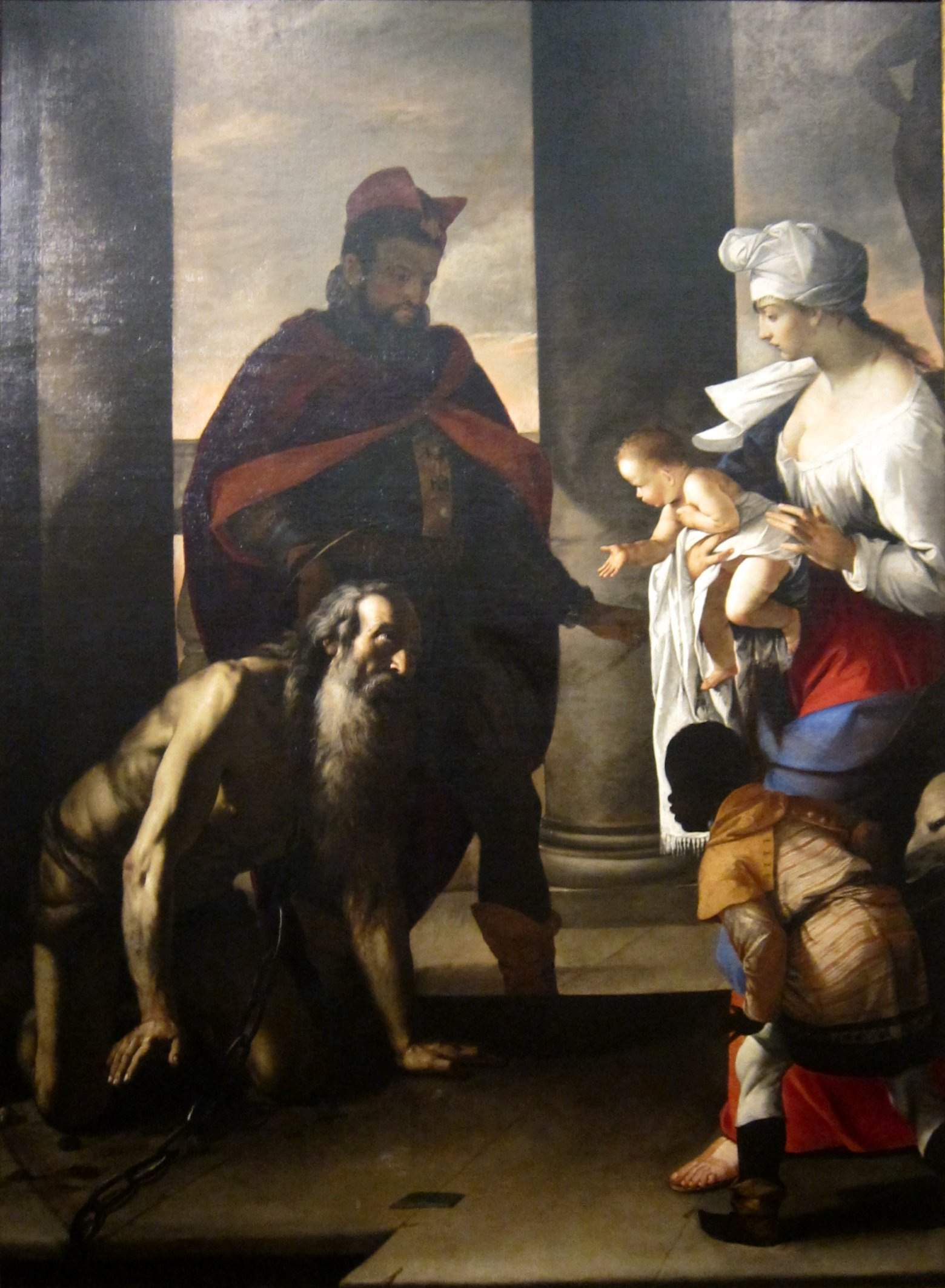
"O Perdão de São João Crisóstomo". Cena popular na arte cristã no início do século XVI, retrata o perdão da princesa que teria tido o filho de João que, para se penitenciar, teria passado anos "rastejando como um animal".
c. 1640. Por Mattia Preti, atualmente no Museu de Arte de Cincinnati, em Cincinnati, Estados Unidos

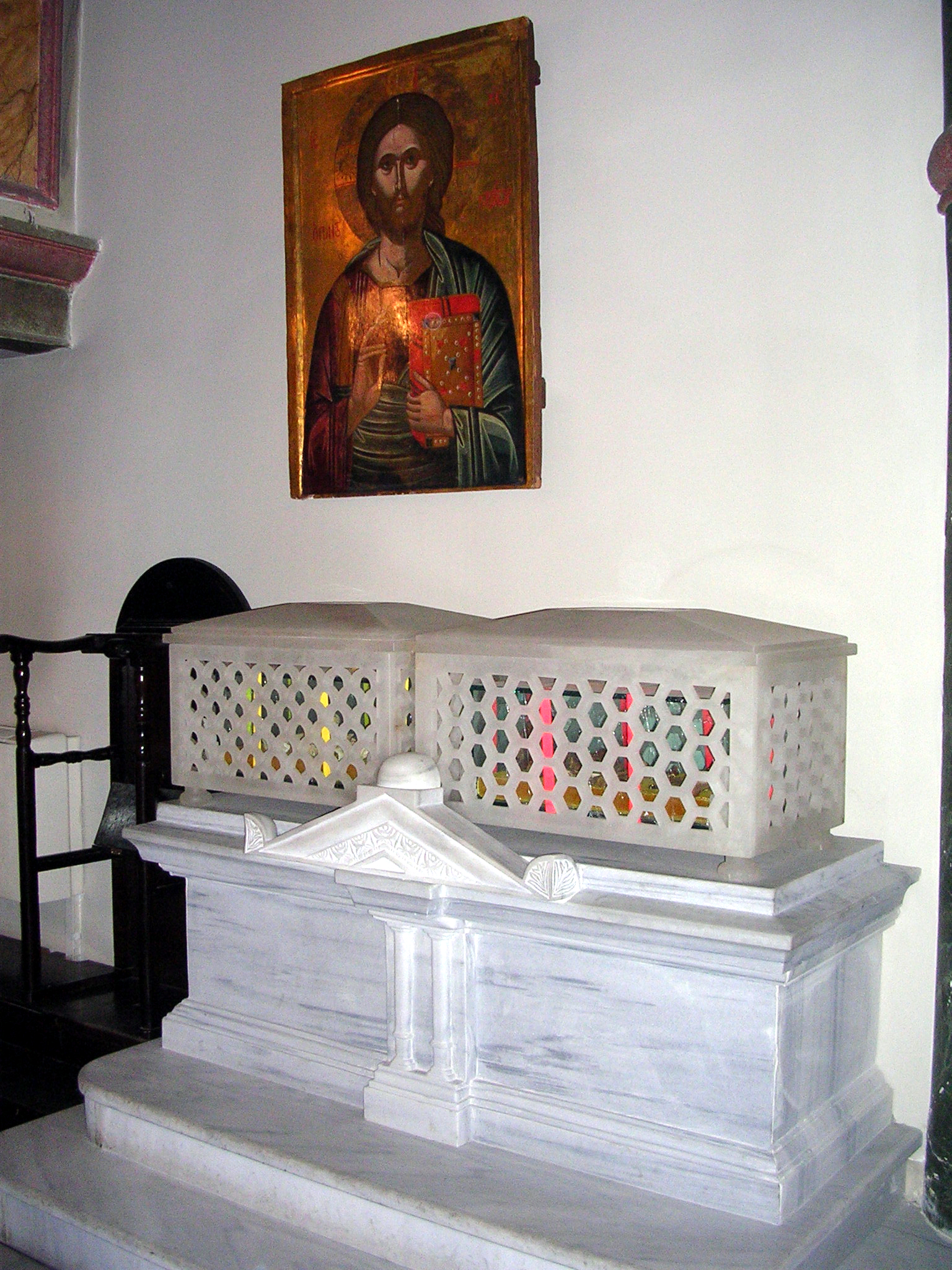
Urnas contendo as relíquias de São Gregório de Nazianzo e São João Crisóstomo na Igreja de São Jorge, em Istambul

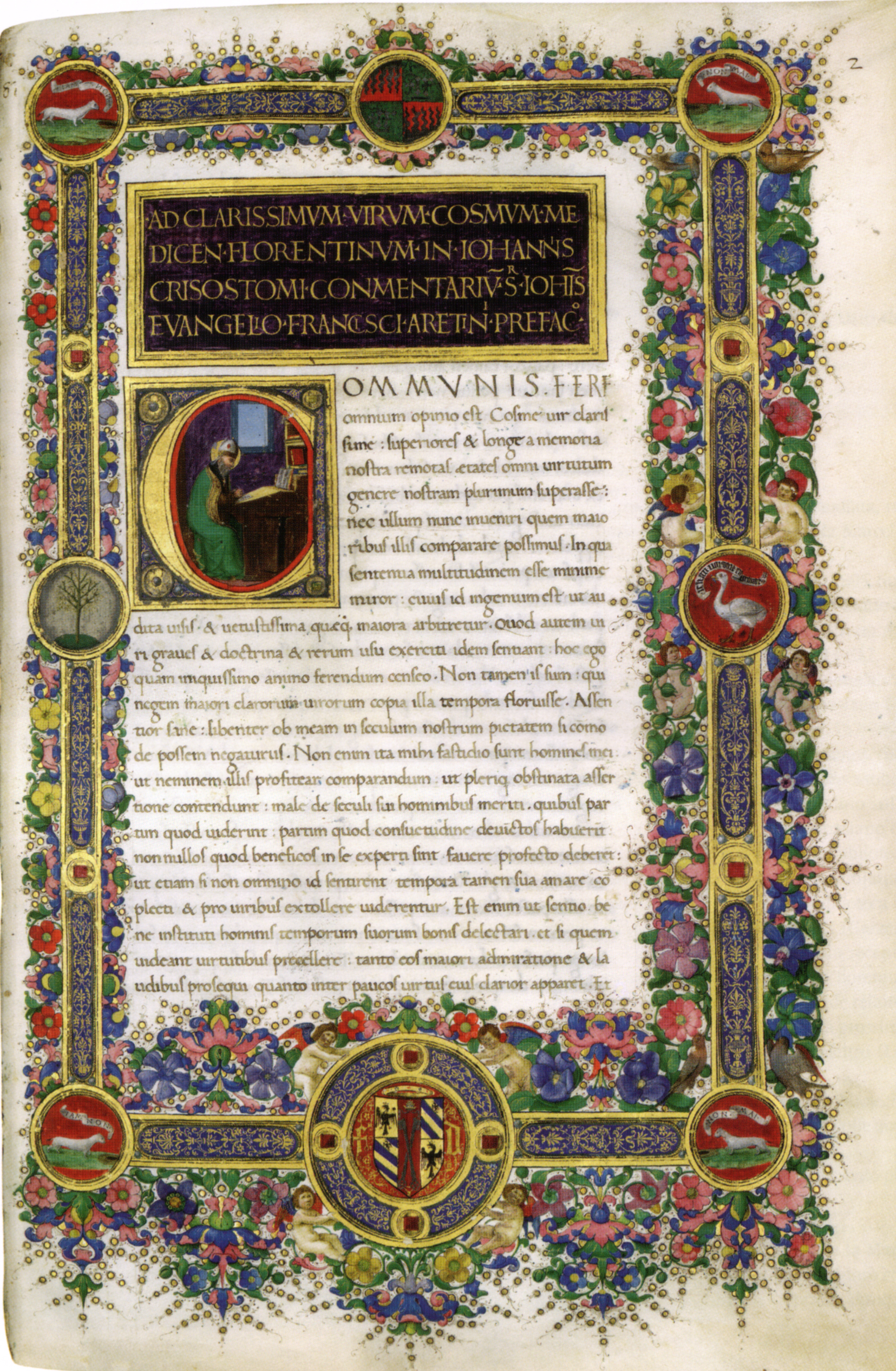
Manuscrito iluminado de uma das homilias de Crisóstomo.
século XV

Numa época que o clero urbano era alvo de duras crísticas pelo luxuoso estilo de vida que levava, João estava determinado a reformá-lo em Constantinopla. Seus esforços foram recebidos com poderosa resistência e tiveram sucesso limitado. Era um excelente pregador cujas homilias e outras obras são ainda hoje estudadas e citadas. Como teólogo, ele foi e ainda é muito importante para o cristianismo oriental e é geralmente considerado como o mais importante doutor da Igreja Grega, apesar de sua importância menor para o cristianismo ocidental. Suas obras que sobreviveram são muito mais numerosas que as de qualquer outro dos Padres Gregos. João rejeitava a tendência de sua época em relação à interpretação alegórica, utilizando, em vez disso, um estilo direto que aplicava as passagens bíblicas e suas lições à vida prática do ouvinte. Seu exílio demonstrou a rivalidade que existia entre Constantinopla e Alexandria pelo reconhecimento como sé mais importante do oriente, enquanto a primazia do papa no ocidente permanecia inquestionável.

### Influência no Catecismo da Igreja Católica e seu clero
A influência de João nas doutrinas da igreja está presente por todo o moderno "Catecismo da Igreja Católica" (rev. 1992), no qual é citado em dezoito seções, principalmente por suas reflexões sobre o objetivo das orações e o significado do Pai Nosso.
| “ | Considere como [Jesus Cristo] ensina-nos a sermos humildes ao ensinar que nossa virtude não depende de nossas obras apenas, mas da graça do Altíssimo. Ele comanda cada um dos fiéis que ora que o faça universalmente, pelo mundo inteiro. Pois ele não disse "seja feita Sua vontade em mim ou em nós", mas "na terra", toda a terra, para que o erro seja banido dela, a verdade possa se enraizar, todos os vícios sejam destruídos nela, a virtude floresça nela e a terra não seja mais diferente do céu. | ” |
|   | — João Crisóstomo, Homilia sobre Mateus. |   |

Clérigos cristãos, como R.S. Storr, consideram Crisóstomo como "um dos mais eloquentes pregadores a terem trazido, depois da era apostólica, as novas divinas de verdade e amor" e John Henry Newman, no século XIX, descreveu João como "uma alma brilhante, alegre e gentil; um coração sensível.".

### Música e literatura
O legado litúrgico de João inspirou diversas composições musicais. Particularmente notáveis são a "Liturgia de São João Crisóstomo", Op. 31, de Sergei Rachmaninoff, composta em 1910, uma de suas duas grandes composições para corais desacompanhados; a "Liturgia de São João Crisóstomo", Op. 41, de Pyotr Tchaikovsky; e a "Liturgia de São João Crisóstomo" do compositor ucraniano Kyrylo Stetsenko.
A novela "Ulisses", de James Joyce, inclui um personagem chamado Mulligan que fez outro personagem, Stephen Dedalus, lembrar-se de Crisóstomo relacionando sua obturação de ouro e seu dom de papear, que lhe valeram o mesmo título que João recebeu, mas por sua pregação, "boca de ouro": "[Mulligan] espiou de lado para cima e assobiou longa e gravemente e então parou absorto, seus dentes iguais brilhando aqui e ali com pontos de ouro. Crisóstomo."

### A lenda da penitência de São João Crisóstomo
A lenda, registrada na Croácia no século XVI, apesar de não aparecer na Legenda Áurea, relata que, quando João Crisóstomo era um eremita no deserto, foi encontrado por uma princesa real em perigo. O santo, pensando que ela fosse um demônio, a princípio se recusou a ajudá-la, mas a princesa convenceu-o de que era cristã e que seria devorada por feras selvagens se ele não permitisse que ela ficasse em sua caverna. Assim, ele admitiu-a, dividindo cuidadosamente a caverna em duas partes, uma para cada um.
Apesar destas preocupações, o pecado da fornicação foi cometido e, numa tentativa de escondê-lo, o consternado santo agarrou a princesa e atirou-a de um precipício. Em seguida, foi a Roma implorar por absolvição, que lhe foi recusada. Percebendo a natureza atroz de seus crimes, Crisóstomo fez um voto de que não se ergueria do chão até que seus pecados fossem expiados e, por anos, viveu como um animal, rastejando e andando de quatro, alimentando-se de gramíneas e raízes. Depois disto, a princesa reapareceu, viva e amamentando um filho do santo, que, milagrosamente, pronunciou que seus pecados teriam sido perdoados.
Esta última cena tornou-se muito popular no início do século XVI como tema para gravuras e pintores e existem versões feitas por Albrecht Dürer, Hans Sebald Beham e Lucas Cranach, o Velho, entre outros.

### Veneração e relíquias
João Crisóstomo morreu na cidade de Comana, em 407, durante a viagem que o levaria ao ponto final de seu exílio, e passou a ser venerado como santo quase que imediatamente. Três décadas depois, alguns de seus aliados em Constantinopla continuavam cismáticos. São Proclo, patriarca de Constantinopla (r. 434-446), numa tentativa de reconciliação com os chamados "joanistas", pregou uma homilia elogiando seu predecessor na Basílica de Santa Sofia que dizia: "Ó João, sua vida foi cheia de tristezas, mas sua morte foi gloriosa. Seu túmulo e sua recompensa são grandes, pela graça e misericórdia de nosso Senhor Jesus Cristo, cheio de graça que conquistou os grilhões do tempo e do espaço! O amor conquistou o espaço, a memória inesquecível aniquilou os limites e o lugar não diminui os milagres de um santo". Estas homilias ajudaram a mobilizar a opinião pública e o patriarca foi autorizado pelo imperador Teodósio II, filho de Élia Eudóxia, a retornar as relíquias de Crisóstomo para Constantinopla para serem colocadas num santuário na Igreja dos Santos Apóstolos em 28 de janeiro de 438.
As relíquias de João foram saqueadas pelos cruzados durante o saque de Constantinopla em 1204 e levadas para Roma, mas alguns ossos foram devolvidos para a Igreja Ortodoxa em 27 de novembro de 2004 pelo papa João Paulo II. Eles foram depositados num santuário na Igreja de São Jorge, em Istambul, a sede do Patriarcado Ecumênico de Constantinopla.
Porém, a caveira de São João não estava entre as relíquias saqueadas pelos cruzados, pois estava no Mosteiro de Vatopedi, em Monte Atos, no norte da Grécia. Em 1655, a pedido do tsar Aleixo I, ela foi levada para o Império da Rússia em troca de um pagamento. Em 1693, depois de receber um pedido do Mosteiro de Vatopedi requisitando a devolução da caveira de João, Pedro, o Grande, ordenou que ela deveria permanecer na Rússia, mas que o mosteiro fosse recompensado.
Ela foi mantida no Kremlin, na Catedral da Dormição da Teótoco, até por volta de 1920, quando foi confiscada pelos sovietes e levada para o Museu das Antiguidades de Prata. Em 1988, em conexão com o milésimo aniversário do Batismo da Rússia, a caveira, juntamente com outras importantes relíquias, foi devolvida à Igreja Ortodoxa Russa e foi abrigada na Catedral da Epifania até que a Catedral de Cristo Salvador terminasse sua reforma.
Porém, atualmente, o Mosteiro de Vatopedi abriga uma caveira e alega ser a de São João Crisóstomo, a qual é venerada pelos peregrinos que visitam o mosteiro. Além disso, dois outros lugares santos na Itália reivindicam a posse da caveira de São João: a Basílica de Santa Maria de Fiore, em Florença, e a Capela dal Pozzo, em Pisa. A mão direita de São João está em Monte Atos e diversas outras relíquias menores estão espalhadas pelo mundo.

### Obras de João Crisóstomo
- «A Divina Liturgia de São João Crisóstomo» (em inglês). Orthodox York.org
- «Sobre o Sacerdócio, Tratados Ascetas, Homilias e Epístolas selecionadas, Homilias sobre as Estátuas» (em inglês). Christian Classics Ethereal Library
- «Homilia sobre o Evangelho de São Mateus» (em inglês). Christian Classics Ethereal Library
- «Homilias sobre os Atos dos Apóstolos e a Epístola aos Romanos» (em inglês). Christian Classics Ethereal Library
- «Homilias sobre I e II Coríntios» (em inglês). Christian Classics Ethereal Library
- «Homilias sobre a Epístola aos Gálatas, Efésios, Filipenses, Colossenses, a Timóteo, a Tito e a Filêmon» (em inglês). Christian Classics Ethereal Library
- «Homilias sobre o Evangelho de São João e a Epístola aos Hebreus» (em inglês)
- «Homilia Pascoal (Hieratikon)» (em inglês)
- «As oito homilias "Contra os Judeus"» (em inglês)
- Migne (ed.). Patrologia Graeca 🔗. Opera Omnia (em inglês). [S.l.: s.n.]
- «Obras de João Crisóstomo» (em inglês). Electronic Manipulus florum Project — Este site provê versões digitais das traduções para o latim de De laudibus sancti Pauli homeliae (PG L, 473-514), Dialogus de sacerdotio (PG XLVIII, 623-91) e In epistolam ad Hebraeos homeliae (PG LXIII, 9-236), além do texto em latim da obra de Pseudo-Crisóstomo Opus imperfectum in Mattheum (PG LVI, 611-946). Podem ser encontradas ali também versões digitais do prólogo de Aniano de Celeda para as homilias sobre Mateus e suas traduções para o latim das primeiras oito homilias (PG LVIII, 975-1058), além do prólogo de Aniano e suas traduções par ao latim das homilias 1-25 sobre Mateus da editio princeps publicada em Veneza em 1503.
- «Segunda Homilia sobre o Natal» (em inglês). Tertullian.org
- «Segunda Homilia sobre o Natal» (em inglês). Archive.org.

## Leitura complementar
- Attwater, Donald (1960). St. John Chrysostom: Pastor and Preacher. Londres: Catholic Book Club
- Attwater, Donald (1939). St. John Chrysostom: The Voice of Gold. Londres: Harvill
- Baur, Chrysostomus (1959). John Chrysostom and His Times. Londres: Sands
- Blamires, Harry (1996). The New Bloomsday Book: A Guide Through Ulysses. Londres: Routledge. ISBN 0-415-13858-2
- Brändle, R.; V. Jegher-Bucher; Johannes Chrysostomus (1995). Acht Reden gegen Juden. 41. Estugarda: Bibliothek der griechischen Literatur
- Brustein, William I. (2003). Roots of Hate: Anti-Semitism in Europe before the Holocaust. [S.l.]: Cambridge University Press. ISBN 0-521-77308-3
- Chuvin, Pierre (1990). A chronicle of the last pagans. [S.l.]: Harvard University Press
- Hartney, Aideen (2004). John Chrysostom and the Transformation of the City. Londres: Duckworth. ISBN 0-520-04757-5
- Kelly, John Norman Davidson (1995). Golden Mouth: The Story of John Chrysostom-Ascetic, Preacher, Bishop. Ítica, Nova Iorque: Cornell University Press. ISBN 0-8014-3189-1
- Lim, Richard (1995). Public disputation, power, and social order in late antiquity. Berkeley: University of California Press. ISBN 0-585-16041-4
- Meeks, Wayne A.; Robert L. Wilken (1978). Jews and Christians in Antioch in the First Four Centuries of the Common Era. Missoula: Scholars Press. ISBN 0-89130-229-8
- Morris, Stephen (2004). «Let Us Love One Another: Liturgy, Morality, and Political Theory in Chrysostom's Sermons on Rom. 12-13 and II Thess. 2». In:  Georgiana Donavin; Cary J. Nederman; Richard Utz. Speculum Sermonis: Interdisciplinary Reflections on the Medieval Sermon. Turnhout: Brepols
- Paládio de Aspuna (1985).  Robert T. Meyer, ed. Palladius on the Life And Times of St. John Chrysostom. Nova Iorque: Newman Press. ISBN 0-8091-0358-3
- Parks, James (1969). Prelude to Dialogue. Londres: [s.n.]
- Pradels, W. (2002). Lesbos Cod. Gr. 27 : The Tale of a Discovery. [S.l.]: Zeitschrift für Antikes Christentum
- Pradels, W.; R. Brändle, and M. Heimgartner (2001). Das bisher vermisste Textstück in Johannes Chrysostomus, Adversus Judaeos, Oratio 2. [S.l.]: Zeitschrift für Antikes Christentum
- Pradels, W.; R. Brändle, and M. Heimgartner (2002). The sequence and dating of the series of John Chrysostom's eight discourses Adversus Judaeos. [S.l.]: Zeitschrift für Antikes Christentum
- Schaff, Philip; Henry Wace (1890). «Socrates, Sozomenus: Church Histories». A Select Library of Nicene and post-Nicene Fathers of the Christian Church. II. Nova Iorque: The Christian Literature Company
- Stow, Kenneth (2006). Jewish Dogs, An Imagine and Its Interpreters: Continiuity in the Catholic-Jewish Encounter. Stanford: Stanford University Press. ISBN 0-8047-5281-8
- Willey, John H. (1906). Chrysostom: The Orator. Cincinnati: Jennings and Graham